# Thermales
Thermales o Thermaceae es un grupo de bacterias termófilas que son características de las fuentes hidrotermales de todo el mundo en sitios de agua dulce y marinos, incluidos los respiraderos hidrotermales de aguas profundas. La temperatura óptima para las cepas tipo está entre 60 y 70 °C, aunque hay variaciones. La mayoría son quimioorganótrofos aeróbicos que crecen entre pH 5.0 y 10.5, con crecimiento óptimo entre pH 6 y 7. En presencia de un aceptor de electrones apropiado, algunas especies crecerán anaeróbicamente.
Históricamente, es el primer tipo de bacterias termófilas en ser descubierto, cuando en 1969 se identifica a Thermus aquaticus en aguas termales del Parque nacional de Yellowstone.
Presentan tinción gramnegativa, son termófilas o ligeramente termófilas y obligatoriamente oxidativas. Varias crecen anaeróbicamente con aceptores de electrones alternativos. La mayoría forman colonias pigmentadas de color amarillo al rojo, aunque algunas cepas son incoloras. Los ácidos grasos son predominantemente iso y anteiso-ramificados. Se han aislado en todo el mundo en entornos térmicos naturales y artificiales, como áreas hidrotermales terrestres o marinas, grifos de agua caliente, compost autocalentable y superficies rocosas.